# NGC 1419
NGC 1419 is een elliptisch sterrenstelsel in het sterrenbeeld Eridanus. Het hemelobject werd op 22 oktober 1835 ontdekt door de Britse astronoom John Herschel.

## Synoniemen
- PGC 13534
- ESO 301-23
- MCG -6-9-17
- AM 0338-374
- FCC 249